# Ferryland
Ferryland is een gemeente (town) in de Canadese provincie Newfoundland en Labrador. De gemeente ligt aan de zuidoostkust van het eiland Newfoundland.

## Geschiedenis

### Kolonie Avalon
Ferryland is de locatie van de voormalige Kolonie Avalon, een van de eerste permanente nederzettingen van Brits-Amerika. In 1621 stuurde landeigenaar Sir George Calvert een groep van twaalf kolonisten naar het gebied, die in de jaren erna door anderen werden vervoegd. In 1628 vestigde Calvert, drie jaar eerder verheven tot Baron Baltimore, zich zelf in de kolonie. Reeds in 1629 vertrok hij, al liet hij wel afgevaardigden achter.
In 1638 kwam de Kolonie Avalon onder controle van Sir David Kirke. In die periode fungeerde Ferryland als de facto hoofdstad van Newfoundland (1638–1651). Van 1653 tot 1679 stond de nederzetting, waaronder de machtige Pool Plantation, onder leiding van Lady Sara Kirke. De plaats wist zich in die tijd onder andere te herstellen van een aanval door een Nederlandse vloot in 1673. In 1696 werd de Kolonie Avalon echter volledig in de as gelegd door de Fransen en werden de inwoners verdreven.
Archeologische opgravingen hebben grote delen van de oorspronkelijke nederzetting te Ferryland blootgelegd, van gebouwen tot en met artefacten zoals kanonskogels. De site is sinds 1953 erkend als National Historic Site of Canada en heeft onder meer een interpretatiecentrum voor bezoekers.

### Moderne geschiedenis
In 1971 werd het dorp een gemeente met de status van local government community (LGC). In 1980 werden LGC's op basis van The Municipalities Act als bestuursvorm afgeschaft. De gemeente werd daarop automatisch een community om een aantal jaren later uiteindelijk een town te worden.

## Geografie
Ferryland ligt aan de oostkust van het schiereiland Avalon, in het uiterste zuidoosten van Newfoundland. De gemeente ligt langs provinciale route 10 op 4 km ten noordoosten van Aquaforte en 2,5 km ten zuidoosten van Calvert. De provinciehoofdstad St. John's ligt 60 km verder noordwaarts.
Aan de kust van het dorpscentrum begint het smalle schiereiland van Ferryland Head dat 2,5 km ver in zee reikt. De 1,5 km lange isthmus genaamd The Downs is gemiddeld slechts 200 m breed. Op het schiereiland ligt een weg die leidt tot aan de vuurtoren van Ferryland Head.

## Demografie
Demografisch gezien is Ferryland, net zoals de meeste kleine dorpen op Newfoundland, aan het krimpen. Tussen 1981 en 2021 daalde de bevolkingsomvang van 795 naar 371. Dat komt neer op een daling van 424 inwoners (-53,3%) in 40 jaar tijd.
| Demografische ontwikkeling van Ferryland tussen 1951 en 2021               |
| -------------------------------------------------------------------------- |
|                                                                            |
| Bron: Statistics Canada (1951–1986, 1991–1996, 2001–2006, 2011–2016, 2021) |

## Galerij

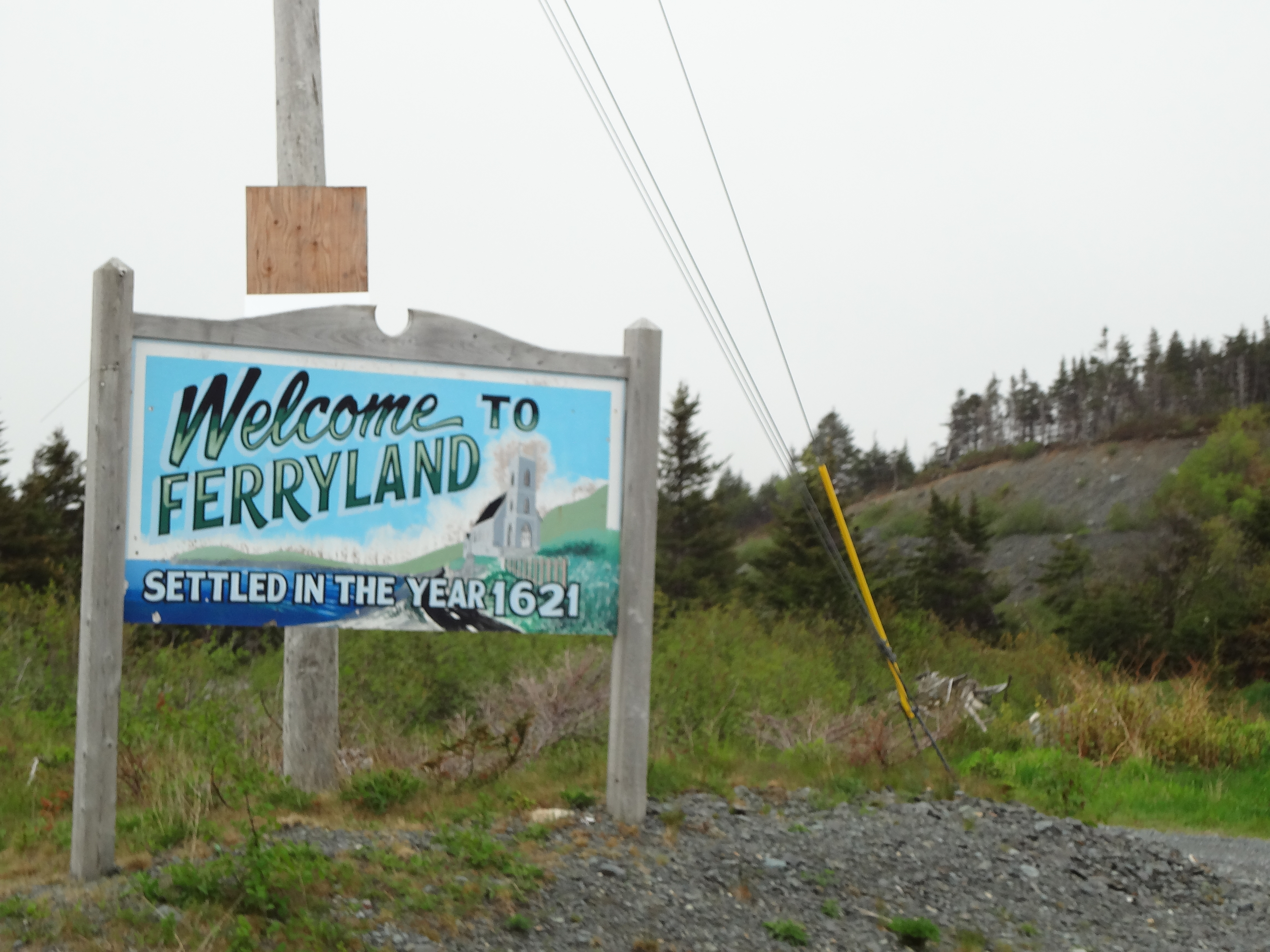
Toegangsbord voor Ferryland langs Route 10
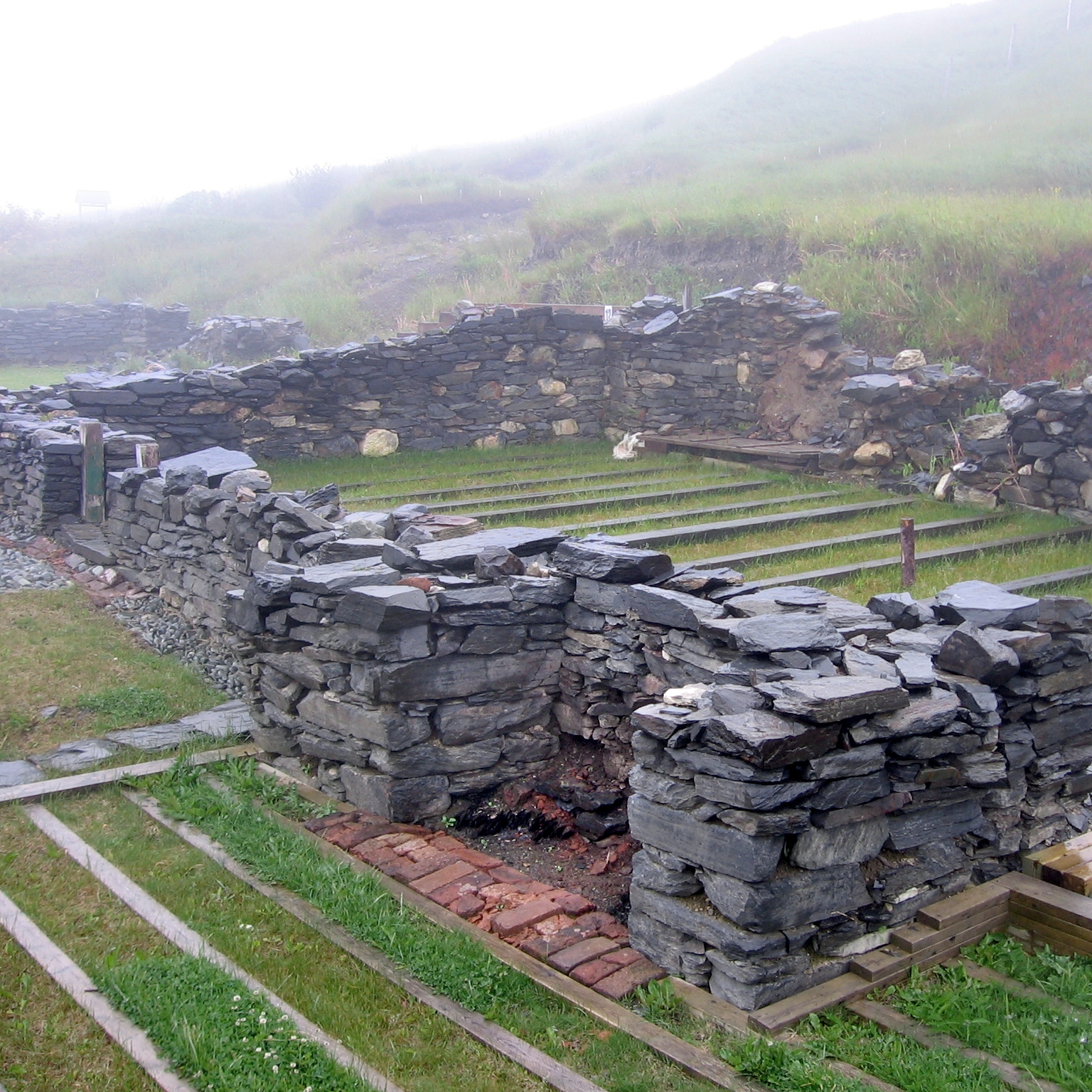
Opgegraven overblijfselen van Mansion House
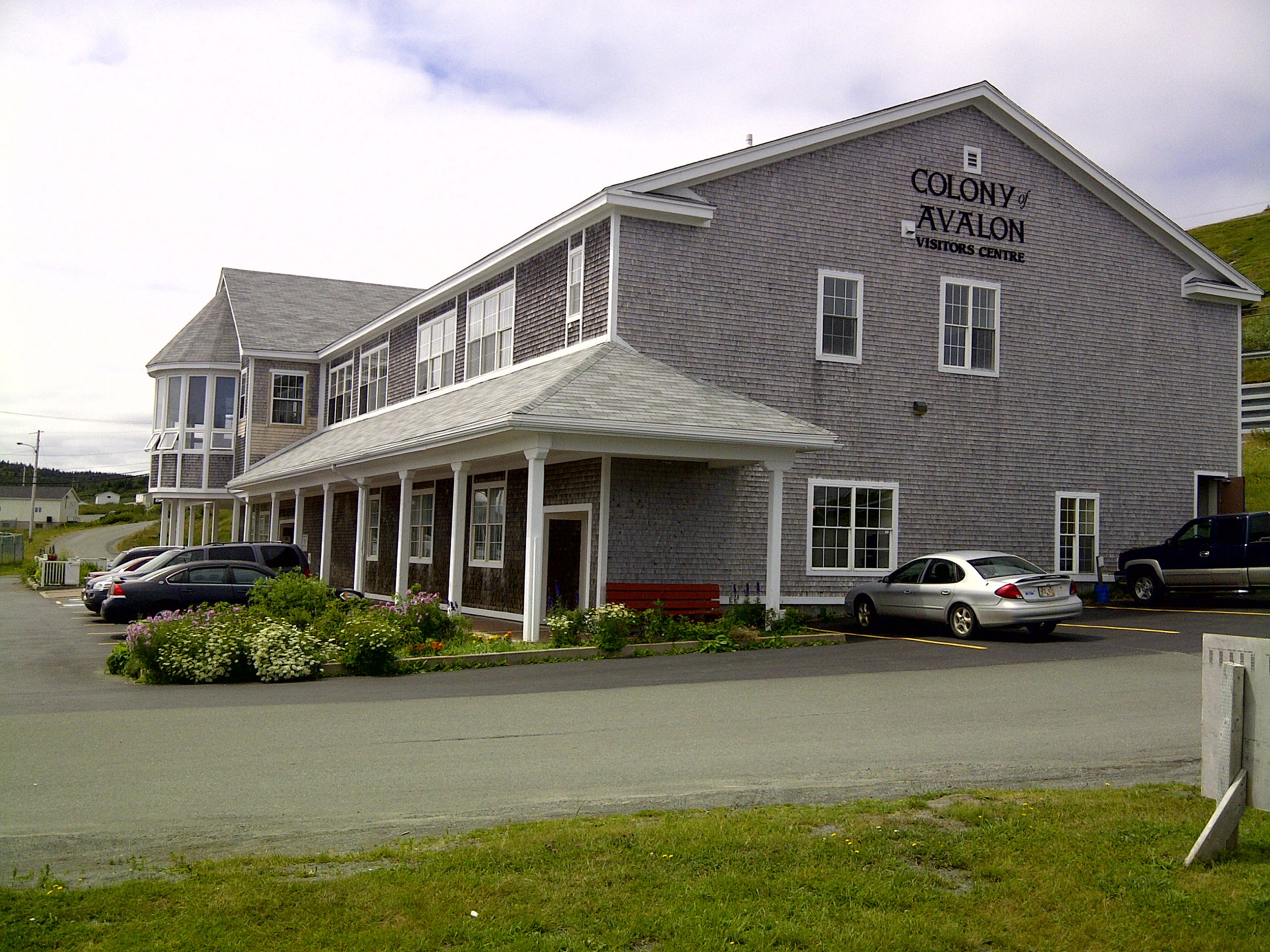
Bezoekerscentrum van de Kolonie Avalon te Ferryland
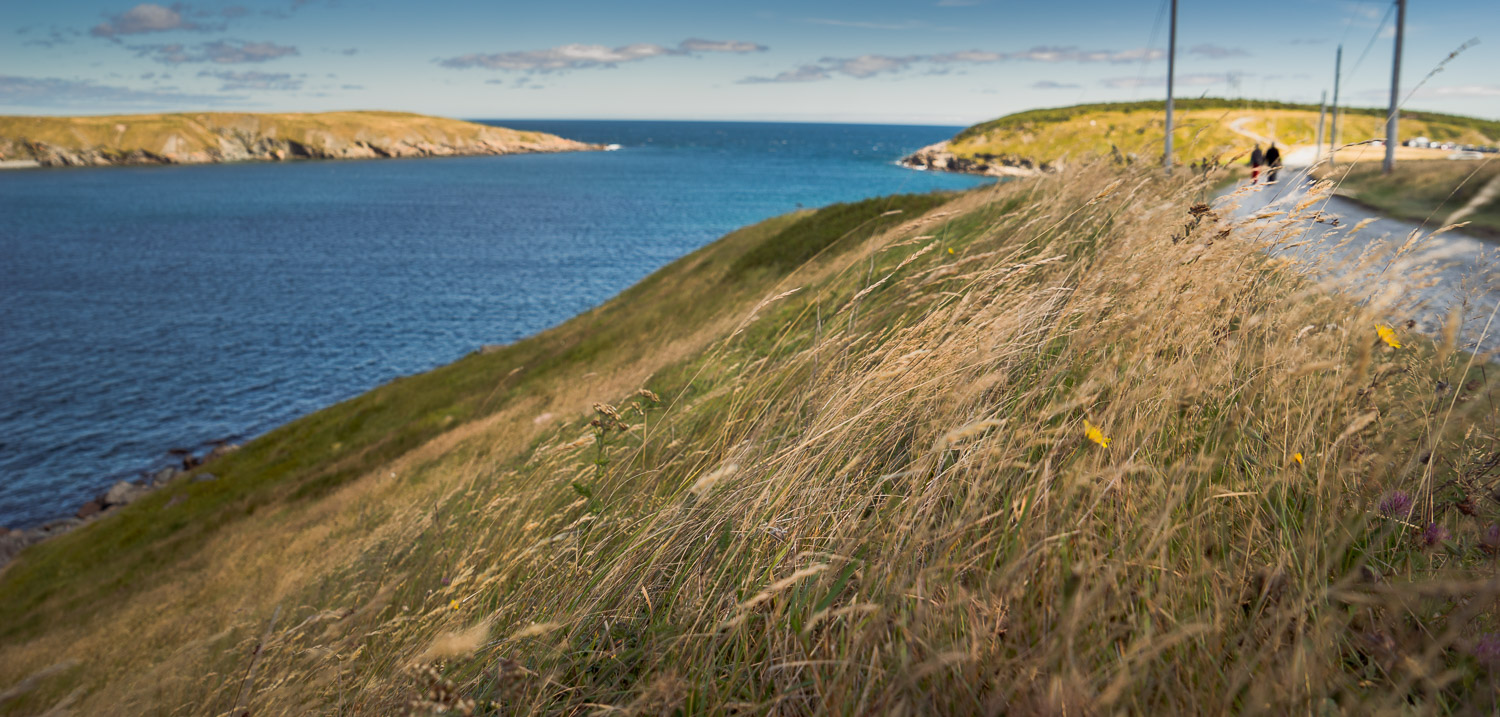
Pad op het schiereiland van Ferryland Head met links zicht op Bois Island